# Zayn Malik
Zain Javadd "Zayn" Malik (angleška izgovorjava /ˈmælɪk/, urdujsko زین ملک), angleški glasbenik, * 12. januar 1993, Bradford, Združeno kraljestvo.
Je nekdanji član skupine One Direction.

## One Direction
Skupino je zapustil leta 2015. V intervjuju povedal, da je vzrok za izstop iz skupine, da si želel biti normalen 22 letnik. A izkazalo se je, da mu zvrst glasbe, ki so jo delali v nekdanji skupini nikoli ni bila preveč všeč. Odločil se je za samostojno kariero in ustvaril skladbo, ki se je takoj povzpela na vrhove številnih lestvic.

## Diskografija

### Albumi
- Mind of Mine (2016)
- Icarus falls (2018)
- Nobody is listening (2021)

## Filmografija
| Leto | Ime filma / serije                     | Vloga | Opomba        |
| ---- | -------------------------------------- | ----- | ------------- |
| 2010 | The X Factor                           | Zayn  | nastopajoč    |
| 2012 | iCarly                                 | Zayn  | glasbeni gost |
| 2012 | Saturday Night Live                    | Zayn  | glasbeni gost |
| 2013 | One Direction: This Is Us              | Zayn  |               |
| 2013 | Saturday Night Live                    | Zayn  | glasbeni gost |
| 2014 | Where We Are – The Concert Film        | Zayn  |               |
| 2014 | Saturday Night Live                    | Zayn  | glasbeni gost |
| 2014 | One Direction: The TV Special          | Zayn  |               |
| 2016 | The Tonight Show Starring Jimmy Fallon | Zayn  | glasbeni gost |
| 2016 | The Tonight Show Starring Jimmy Fallon | Zayn  | glasbeni gost |
| 2016 | The Voice                              | Zayn  | glasbeni gost |
| 2018 | Ocean's Eight                          | ?     | Cameo         |